# Moos (Constança)
Moos é um município da Alemanha, no distrito de Constança, na região administrativa de Friburgo, estado de Baden-Württemberg.

## História

### distritos
| Bankholzen        | Bankholzen foi mencionado pela primeira vez em documentos de 1050. Em meados do século XV caiu sob o domínio Bohlingen e, doravante compartilhado seu destino. No distrito de Bankholzen existem dois castelos com localidades não resolvida são os castelos; de Rusbühl e de Schlossbühl. |
| Iznang            | Não havia comentários sobre Iznang até 1300, até que foi mencionado pela primeira vez em documentos como os Hochstift Konstanz. Enquanto a metade ocidental da aldeia foi associada à Bohlingen e por sua vez adquirido Bispado de Constança em 1497. A metade oriental do Vogtei Höri, foi comprada pelos bispos de Constança em 1535. O distrito estava na área de povoamento neolítico, descoberta em fevereiro de 2013 durante um projeto de construção, em que os radicais da costa do lago faziam parte da Cultura Horgen. O assentamento estava em contraste com outro assentamentos à beira do lago que ao primeiro precedia, em anormal topografia elevada, com 396 m de altitude. |
| altes Wappen Moos | Moos pertencia antigamente ao governo de Herrschaft Bohlingen, ao qual foi vendida com esta em 1497 para os Diocese de Constança. Mais tarde sob a secularização e mediatização por causa de Mediatização Alemã acabou perdendo o seu secular Castelo Befügnisse, neste período a área foi restituída assim como, Moss em 1803, como Grão-Ducado de Baden assumindo as demais áreas denotadas no texto predecessores e sucessores desta quota. |
| Weiler            | Weiler pertenceu ao Vogtei Höri, o qual tornou-se posse da diocese de Constança em 1535. Como todo o território, na Mediatização Alemã o estado obrigou a diocese a cedê-la em 1803, de modo a alterar a localização do Grão-Ducado de Baden. Nesta mesma área também era o situado o mesmo secular Castelo de Befügnisse que ainda não possui local fielmente definido. |
|                   | Bettnang era uma vila que pertencia à Herrschaft Bohlingen a qual foi incorporada ao povoado de Moos em 1934. |